# گسکت، کالیفرنیا
گسکت (به انگلیسی: Gasquet) یک منطقهٔ مسکونی در ایالات متحده آمریکا است که در شهرستان دل نورت، کالیفرنیا واقع شده‌است. گسکت ۱۲٫۴۹۱ کیلومتر مربع مساحت و ۶۶۱ نفر جمعیت دارد و ۱۱۷٫۰۴ متر بالاتر از سطح دریا واقع شده‌است.